# Schiefer Turm von Pisa

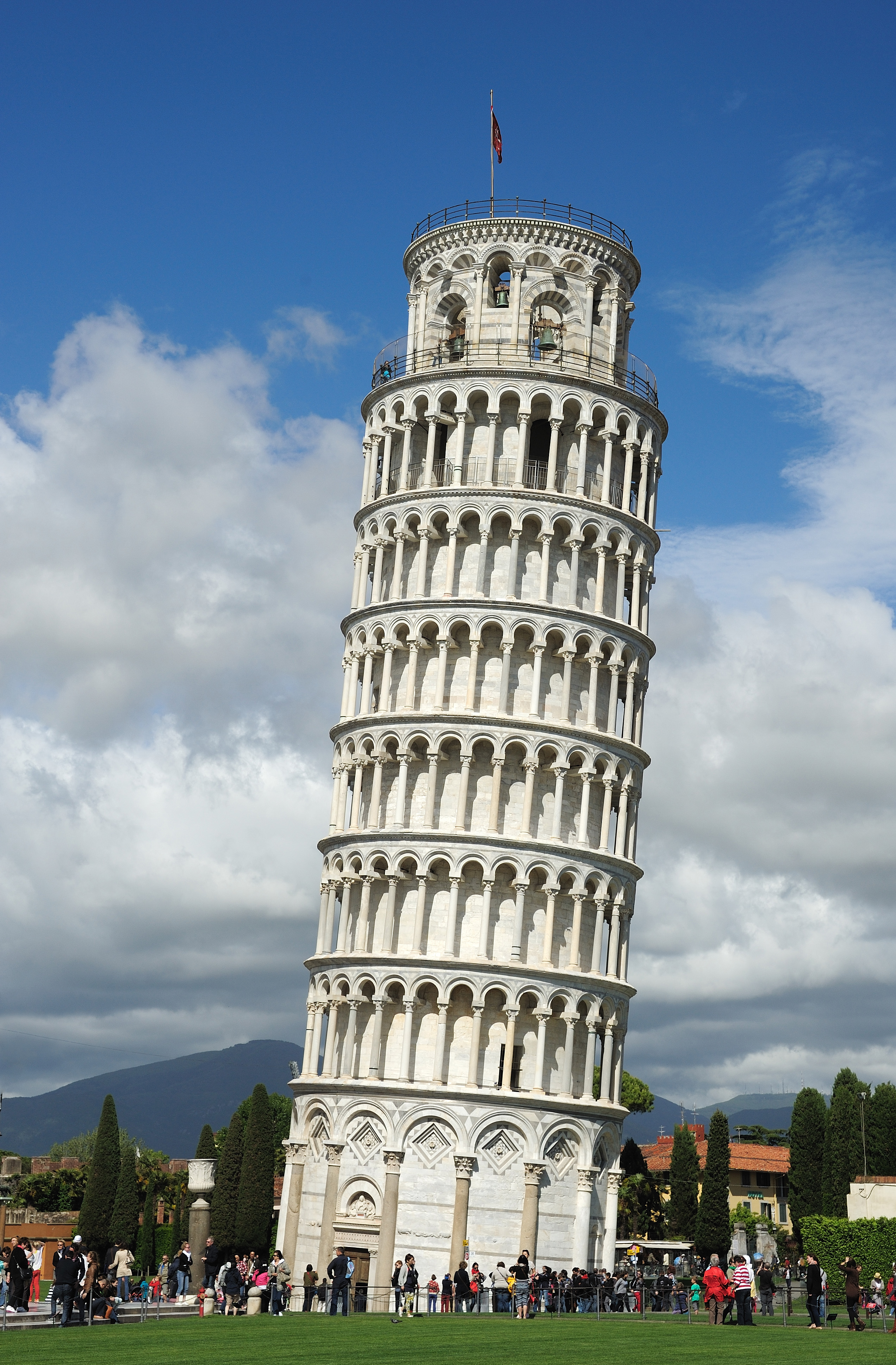
Der Schiefe Turm von Pisa (Juli 2006)

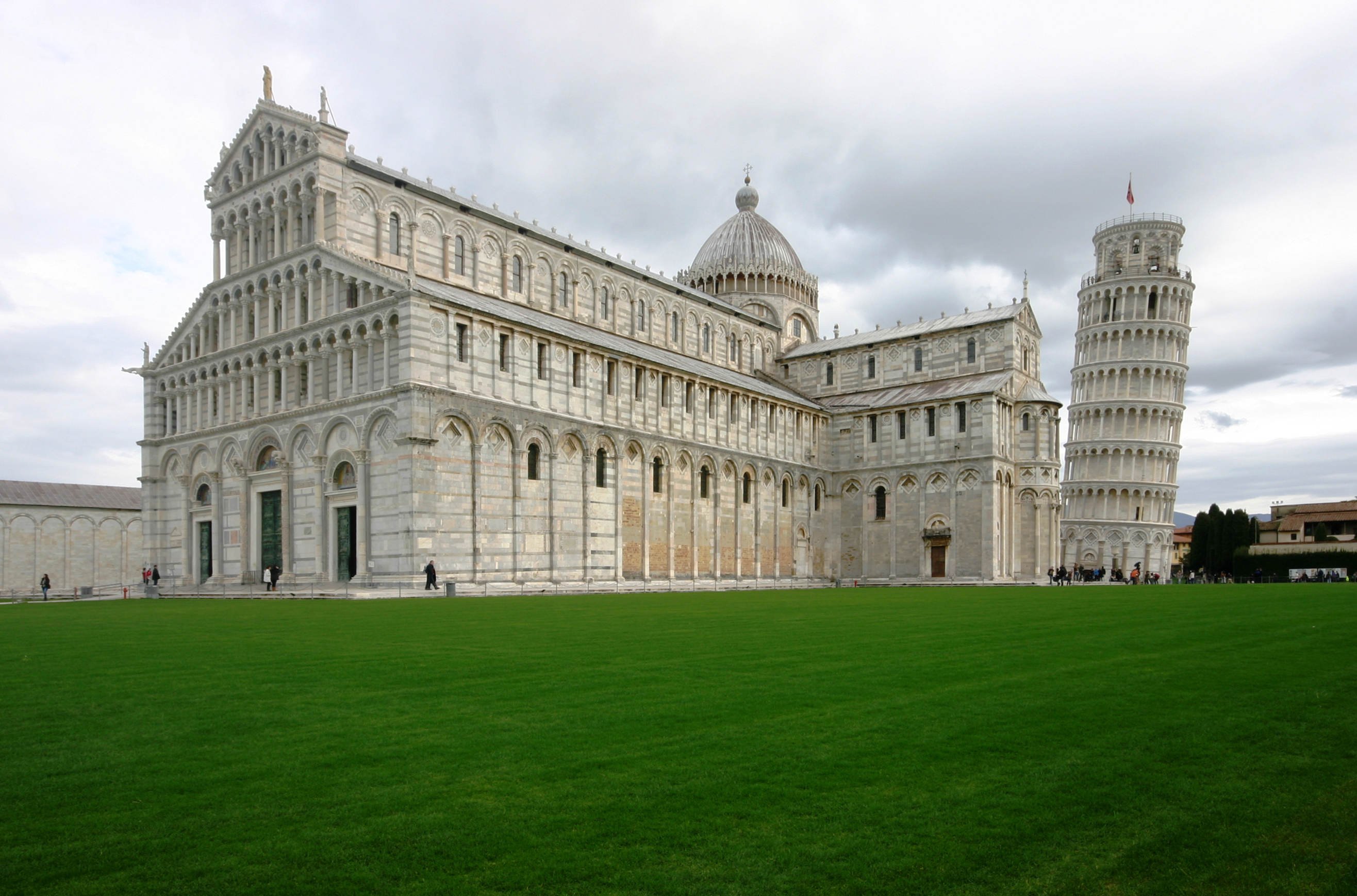
Der Schiefe Turm, schräg hinter dem geosteten Dom (2014)

Der Schiefe Turm von Pisa (italienisch Torre pendente di Pisa) ist das wohl bekannteste geneigte Gebäude der Welt und Wahrzeichen der Stadt Pisa in Italien.
Der Turm war als freistehender Glockenturm (Campanile) für den Dom in Pisa geplant. 12 Jahre nach der Grundsteinlegung am 9. August 1173, im Jahr 1185, als der Bau bei der dritten Etage angelangt war, begann sich der Turmstumpf in Richtung Südosten zu neigen. Daraufhin ruhte der Bau rund 100 Jahre. Die nächsten vier Stockwerke wurden dann mit einem geringeren Neigungswinkel auf den bereits bestehenden Stockwerken gebaut, um die Schieflage auszugleichen. Danach musste der Bau nochmals unterbrochen werden, bis 1372 auch das Glockengeschoss vollendet war.
Der Grund für seine Schieflage liegt in dem Untergrund aus lehmigem Morast und Sand, der sich unter dem Gewicht verformt. Neuesten Ausgrabungen zufolge steht der Turm am Rande einer ehemaligen Insel direkt neben einem antiken, zur Bauzeit bereits versandeten Hafenbecken. Die Schieflage des Turms beträgt nach dem Ende der Sanierungsarbeiten rund vier Grad, entsprechend einer Auslenkung an der Spitze von 3,9 m (bei rund 55,8 m Höhe). Im Inneren des Turmes hängt ein Lot, das oben in der Mitte befestigt ist und durch die Schieflage unten beinahe die Seitenwand berührt.
Der Legende nach hat der aus Pisa stammende Galileo Galilei bei Fallversuchen vom Turm die Fallgesetze entdeckt.
Im Jahre 1987 wurde das Ensemble auf der Piazza del Duomo aus dem Turm, dem Dom, dem Baptisterium und dem Camposanto von der UNESCO zum Weltkulturerbe erklärt.

## Architektur

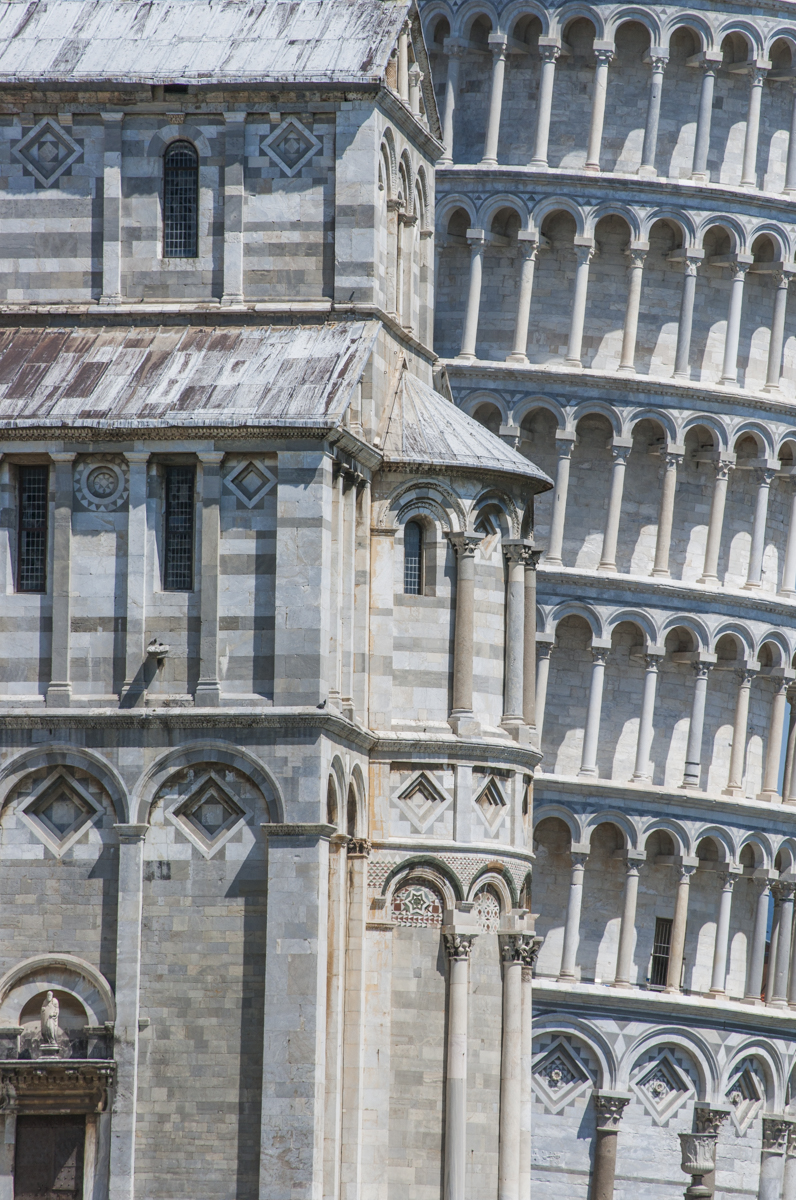
Der Schiefe Turm, hinter dem Dom, Blick von West – Tele/Detail (2013)

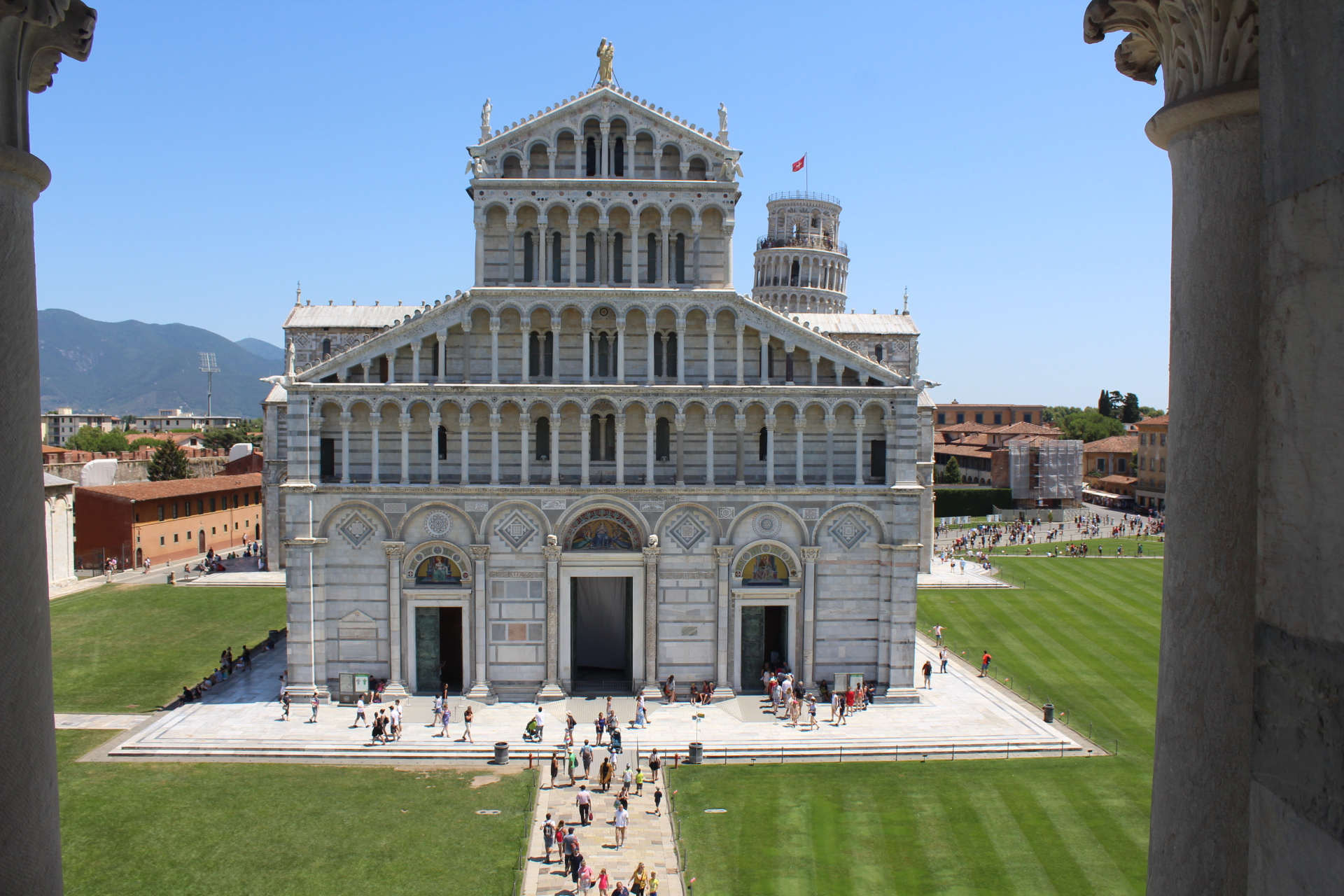
Dom und schiefer Turm vom Baptisterium aus gesehen

Schematische Zeichnung mit Maßangaben

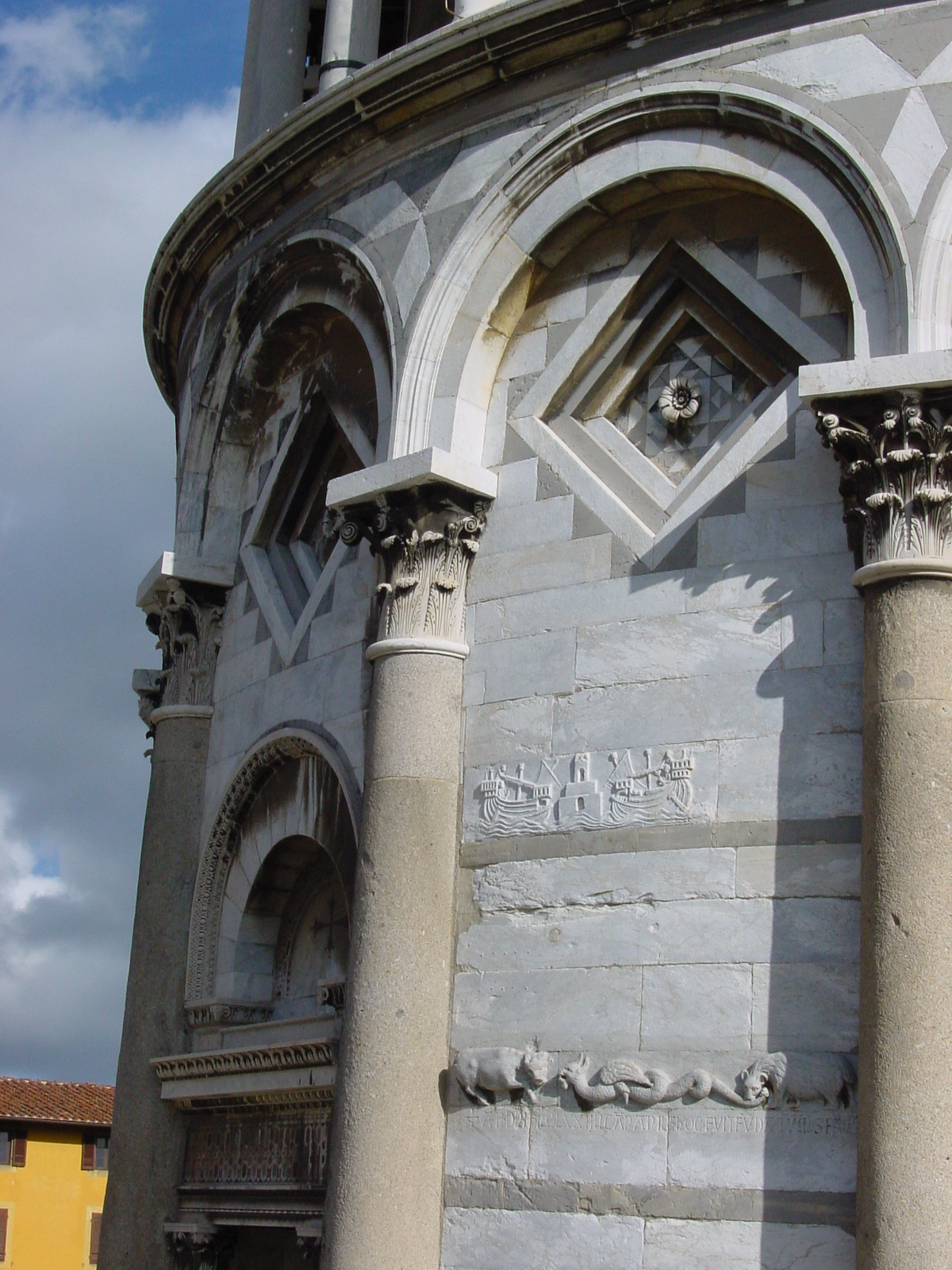
Nahaufnahme vom Eingangsbereich

Der 56 Meter hohe und 12 Meter durchmessende Campanile besteht aus 14.500 Tonnen weißen Carrara-Marmors und hat sieben Glocken, die aber längere Zeit wegen der Einsturzgefahr nicht läuten durften. Er sollte der Höhepunkt der ganzen Anlage der Piazza dei Miracoli sein. Er unterscheidet sich von den üblichen quadratischen Türmen Mittelitaliens und steht in einem großen Gegensatz zu den spitz zulaufenden Türmen des nördlichen Europa. Er ruht auf einem spiralförmigen Fundament aus 700 m³ Bruchstein und Mörtel. Neben dem Eingang sind Monat und Jahr der Grundsteinlegung eingemeißelt: August 1173. Im Jahr 1174 wurde bereits der Sockel mit den Blendarkaden nach Art derer am Dome und am Baptisterium erbaut. Giorgio Vasari bezeichnete Bonanno Pisano und einen gewissen Guglielmo als ursprüngliche Architekten des Turms.
Der Campanile hatte – außer dass er die Glocken tragen sollte – noch eine andere Funktion. Bei äußerer Gefahr flüchtete damals der Klerus in den Turm. Maueröffnungen und -vorsprünge im Zylinderschacht machten es möglich, bei Bedarf in jedem Stockwerk Gebälk und Fußböden einzuziehen.
Jedes Stockwerk hat eine Tür hinaus auf die Säulengalerie, die aus jeweils 30 Säulen besteht. Auf der Südseite führen oben sechs Stufen zur Glockenstube hinauf, auf der Nordseite nur vier. Die Treppe zur obersten Aussichtsterrasse soll Brunelleschi inspiriert haben, einen ähnlichen Aufgang zur Laterne auf der Kuppel des Doms in Florenz zu bauen.
Vom 7. Januar 1990 an musste der Turm für Besucher gesperrt werden, da die Schräglage zu gefährlich wurde. Es gab eine weltweite Aufforderung an Baustatiker, die besten Lösungen zur Stabilisierung auszuarbeiten und einzureichen.
Nach 13-jährigen Sanierungsmaßnahmen, bei denen der Turm wieder um 44 Zentimeter aufgerichtet wurde, ist er seit Dezember 2001 wieder für Touristen geöffnet. Besucher können gegen Entgelt den Turm in Gruppen von maximal 40 Besuchern für eine Dauer von 15 Minuten besteigen.
Der Schiefe Turm von Pisa ist nicht das schiefste Gebäude bzw. der schiefste Turm der Welt, wie häufig vermutet wird. Dennoch gehört er zu den schiefsten Bauwerken, die – aufrecht geplant – unabsichtlich in eine Schieflage geraten sind.

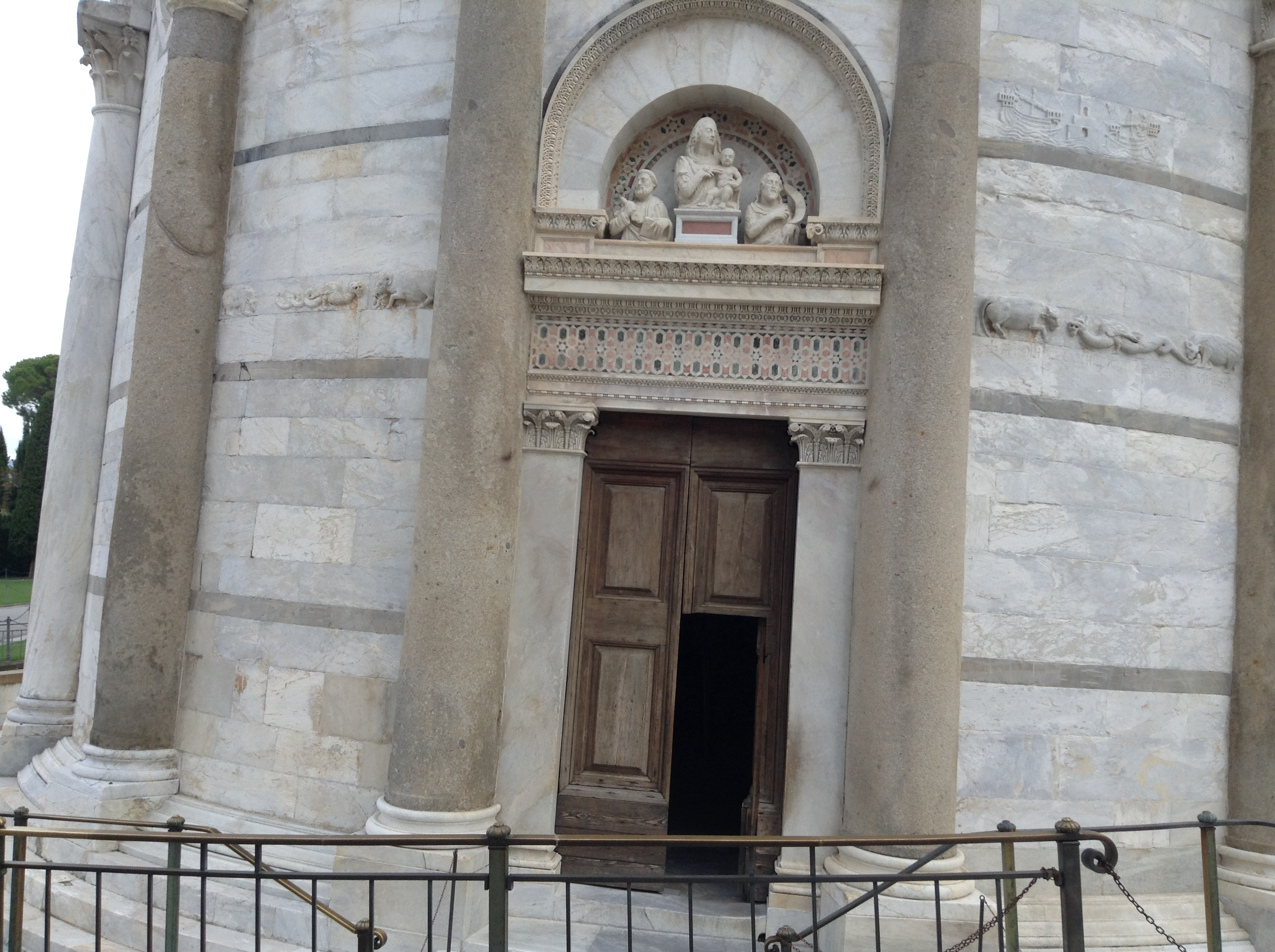
Turmeingang
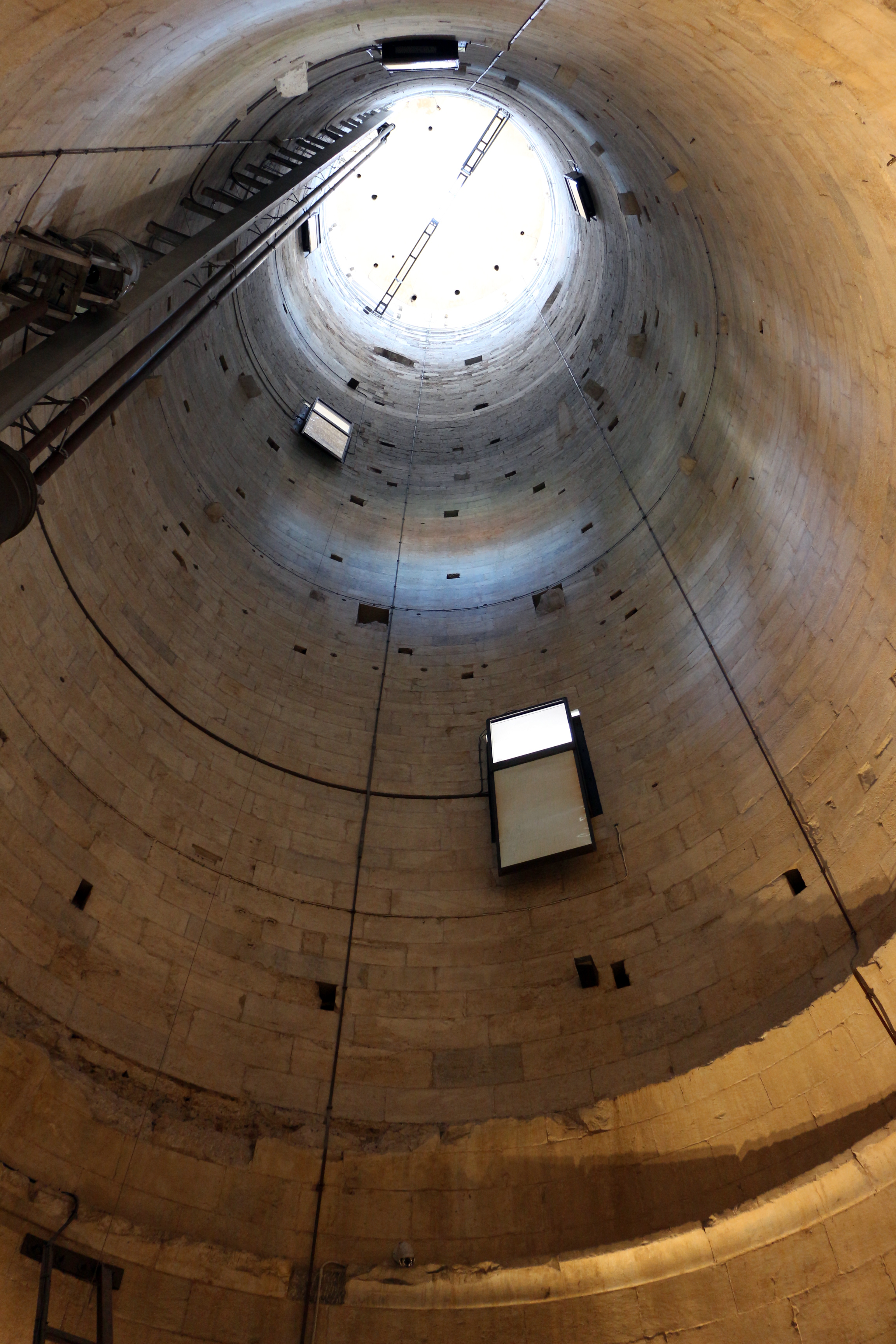
Innenansicht des Turmes
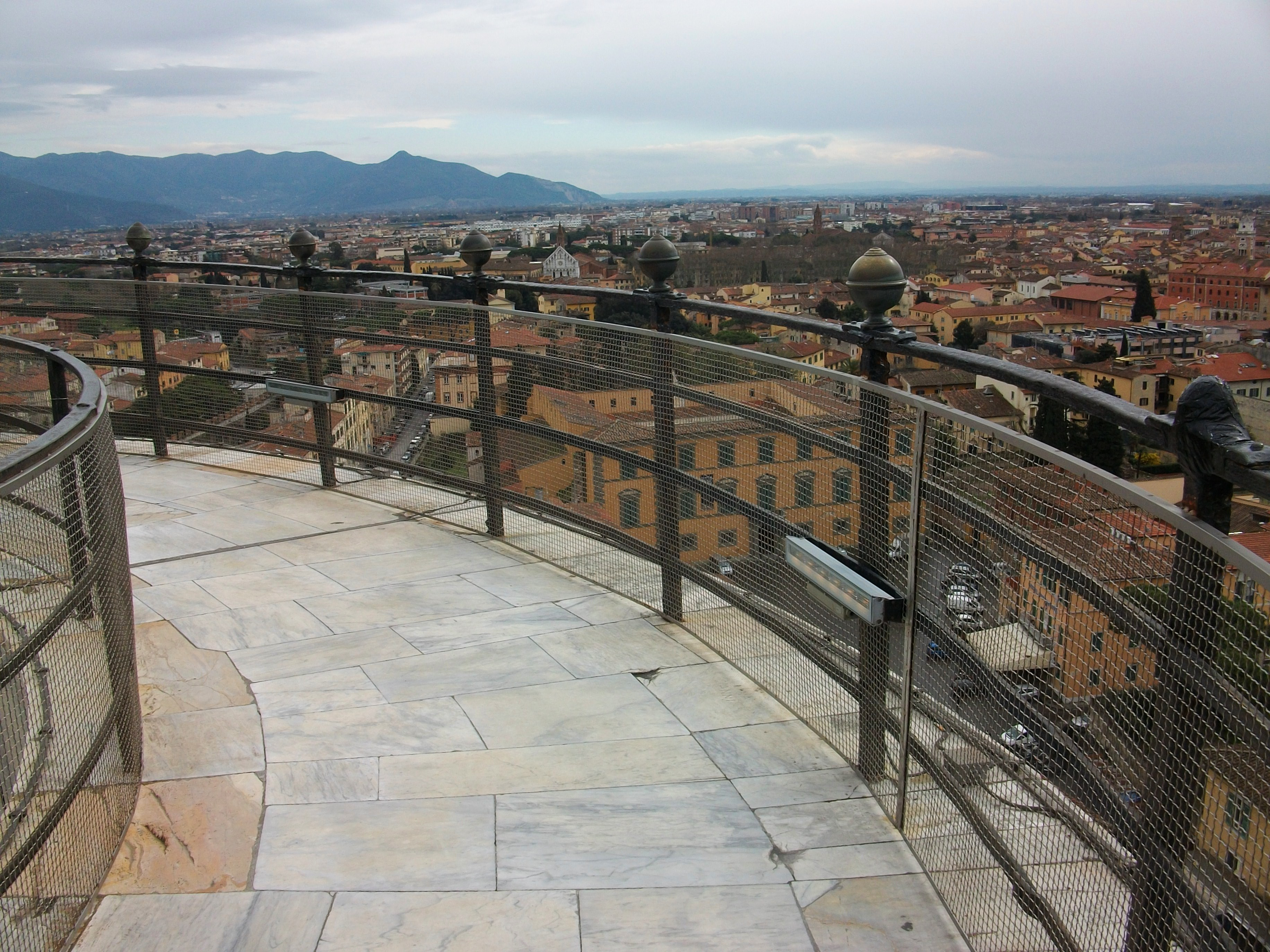
Rundgang an der Glockenebene
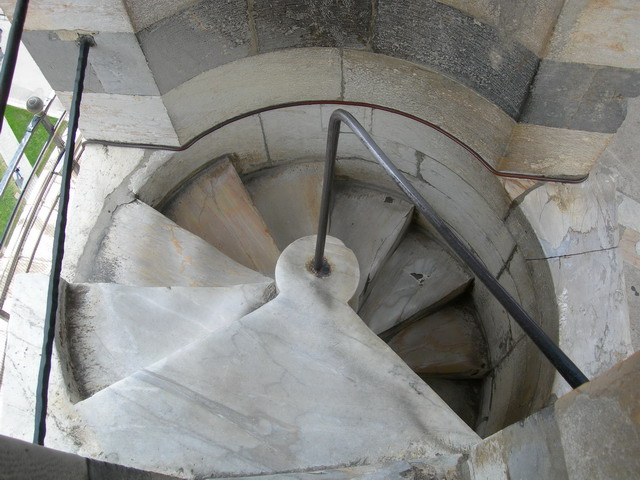
Marmorner Treppenaufgang
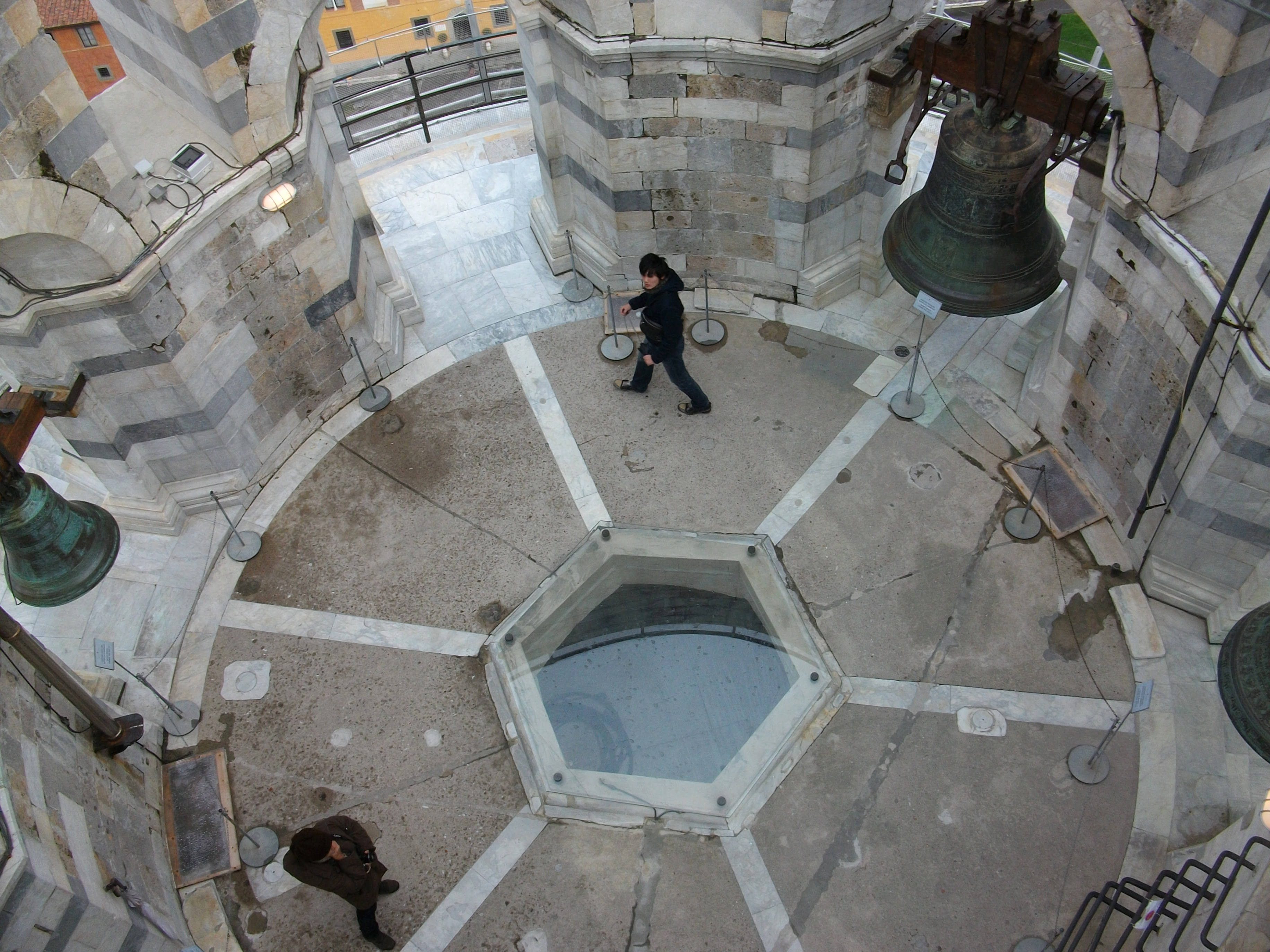
Blick in die Glockenebene
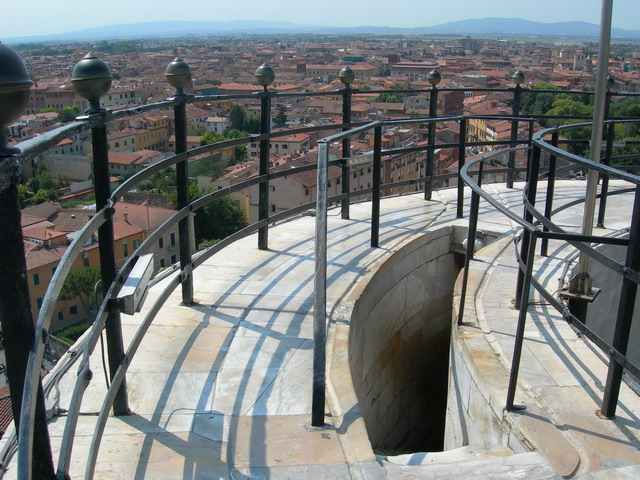
Oberer Aus-/Eingang des Treppenhauses
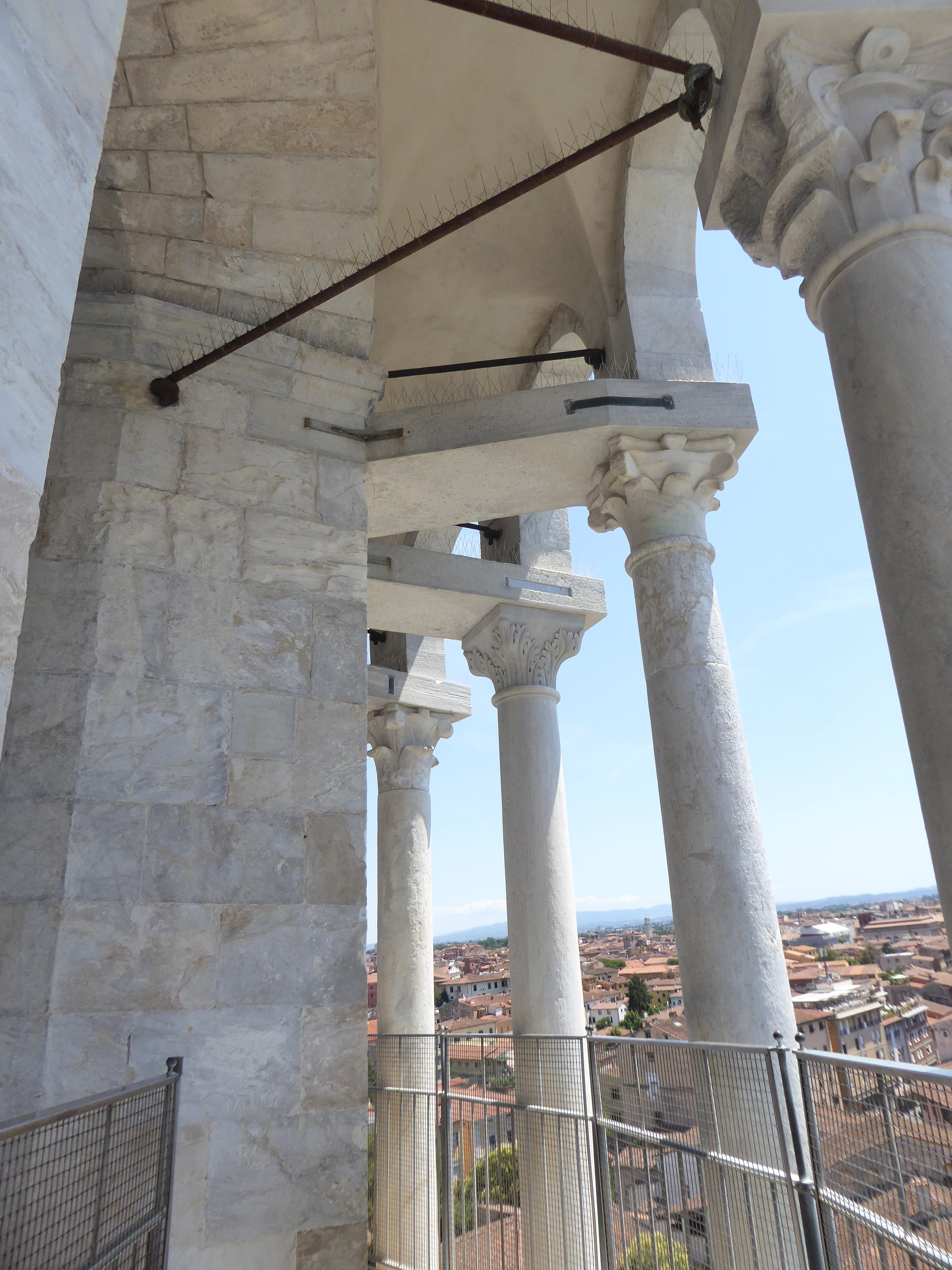
Säulen
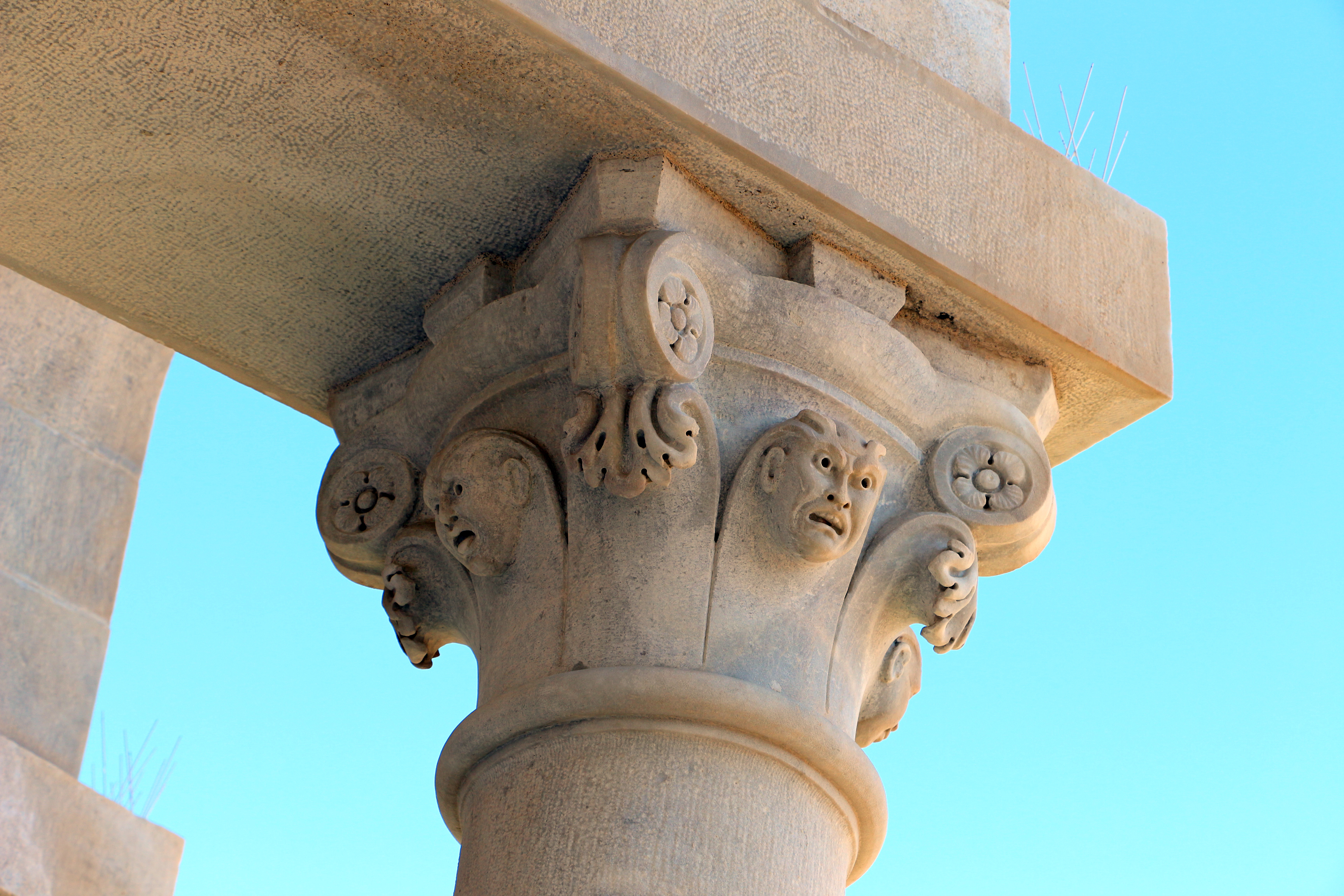
Kapitell
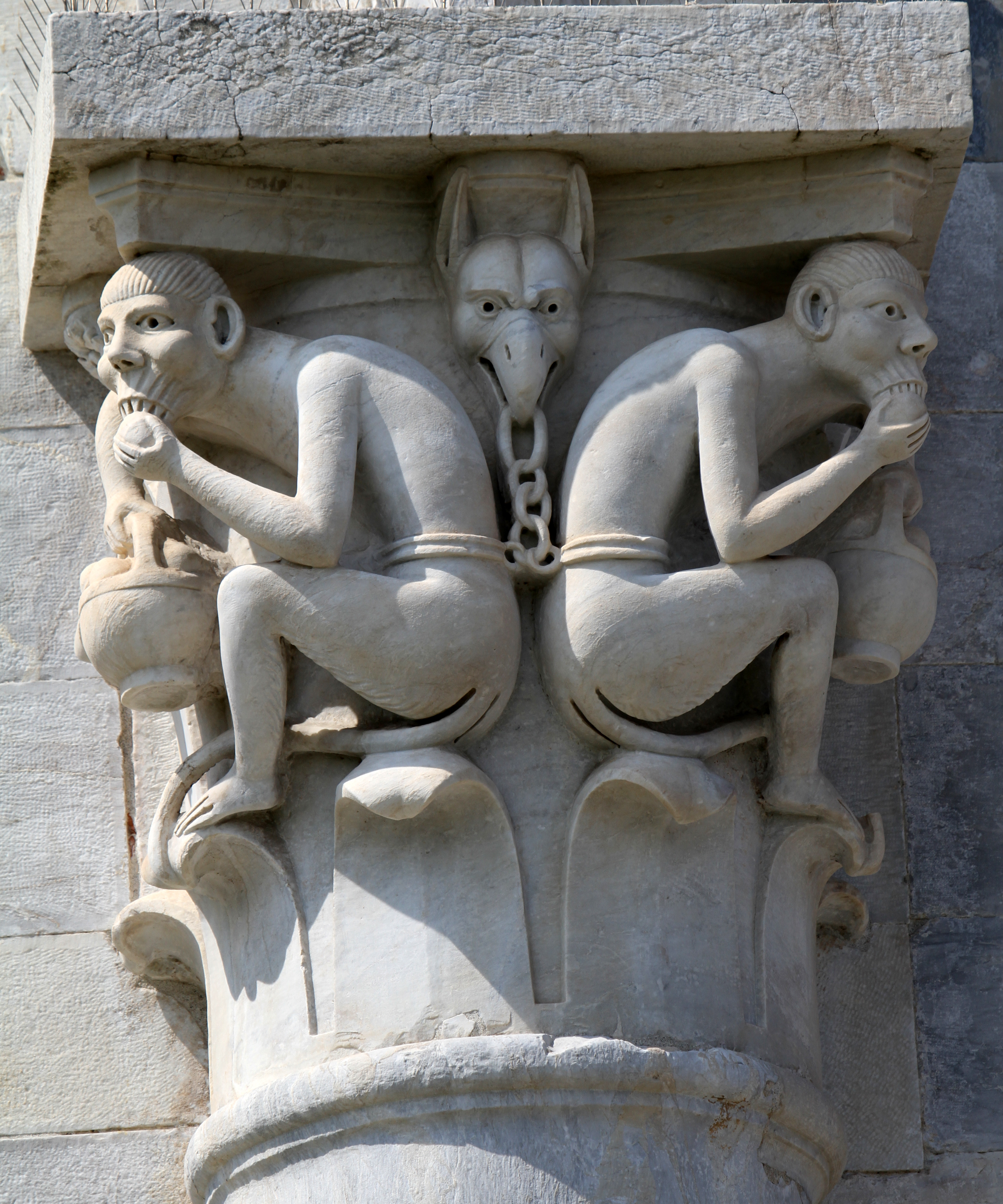
Kapitell

## Glocken
| Name         | Gussjahr        | Gießer                       | Durchmesser | Masse (ca.) | Schlagton | Rundbogenöffnung |
| ------------ | --------------- | ---------------------------- | ----------- | ----------- | --------- | ---------------- |
| Assunta      | 1654            | Ioan Petrus de Orlandis      | 1.596 mm    | 2.600 kg    | h0        | Nordost, unten   |
| Crocifisso   | 1818            | Santio Gualandio da Prato    | 1.436 mm    | 1.800 kg    | cis1      | Südost, unten    |
| San Ranieri  | 1735            | Pier Francesco Berti         | 1.247 mm    | 1.150 kg    | dis1      | Süd, unten       |
| Pasquereccia | 1262            | Locterineus de Pisis         | 1.040 mm    | 1.014 kg    | gis1      | Südwest, unten   |
| Del Pozzo    | 2004 (Nachguss) | Fonderia Marinelli di Agnone | 942 mm      | 490 kg      | g1        | West, unten      |
| Terza        | 1473            | Antonio di Jacopo            | 817 mm      | 330 kg      | h1        | Südwest, oben    |
| Vespruccio   | 1501            | anonym                       | 572 mm      | 120 kg      | e2        | Süd, oben        |

Die sieben Kirchenglocken des Domes werden aus statischer Vorsicht nur noch mittels innenliegender elektromagnetischer Schlaghämmer angeschlagen, und zwar mittags um 12 Uhr und jeweils vor den Messen.
Zuvor wurden die Glocken entsprechend ihrer Namen liturgisch eingesetzt, so etwa die Terza zur Terz, der dritten Stunde des liturgischen Tages, also um 9 Uhr vormittags, oder die Vespruccio zur Vesper, 18 Uhr. Das Läuten erfolgte von Hand; an Festtagen wurden die Glocken voll – a slancio – ausgeschwungen.
Die kleinste Glocke von 1501, Vespruccio genannt, hat eine sehr schlanke, zuckerhutartige Form. Die Glocke Del Pozzo ist ein originalgetreuer Nachguss der Vorgängerin, 1606 von Nicolaus Castellum gegossen.

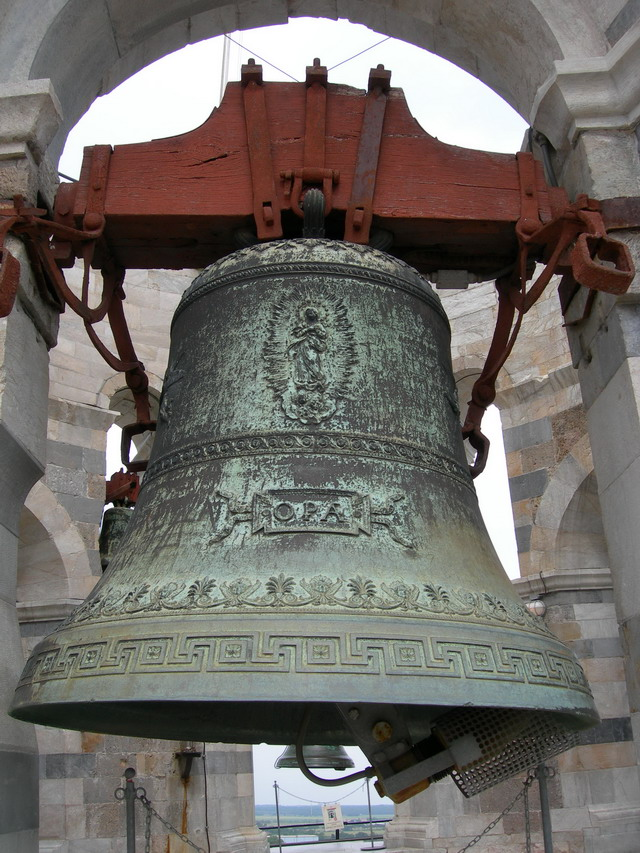
Glocke Crocifisso (1818)
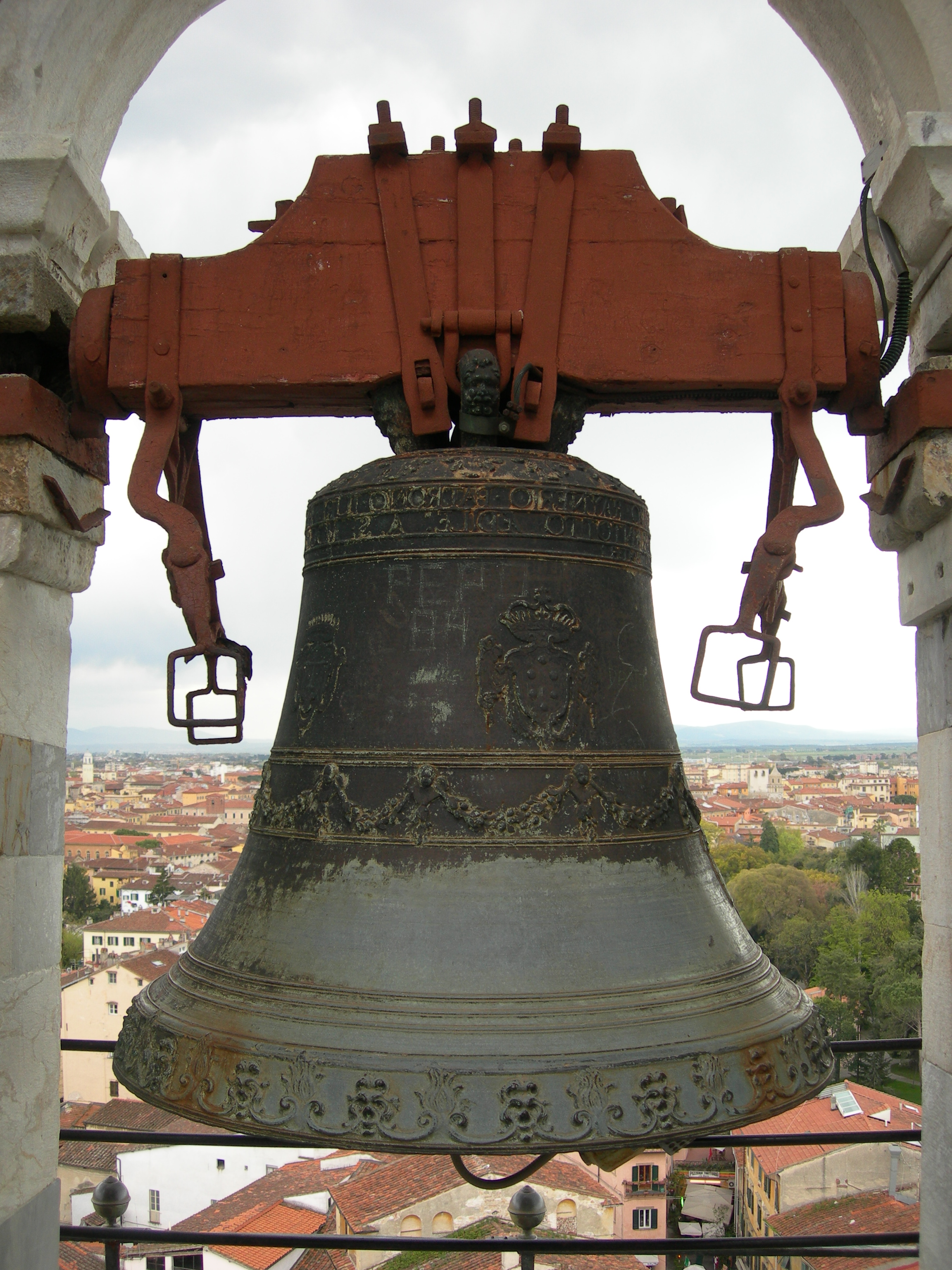
Glocke San Ranieri (1735)
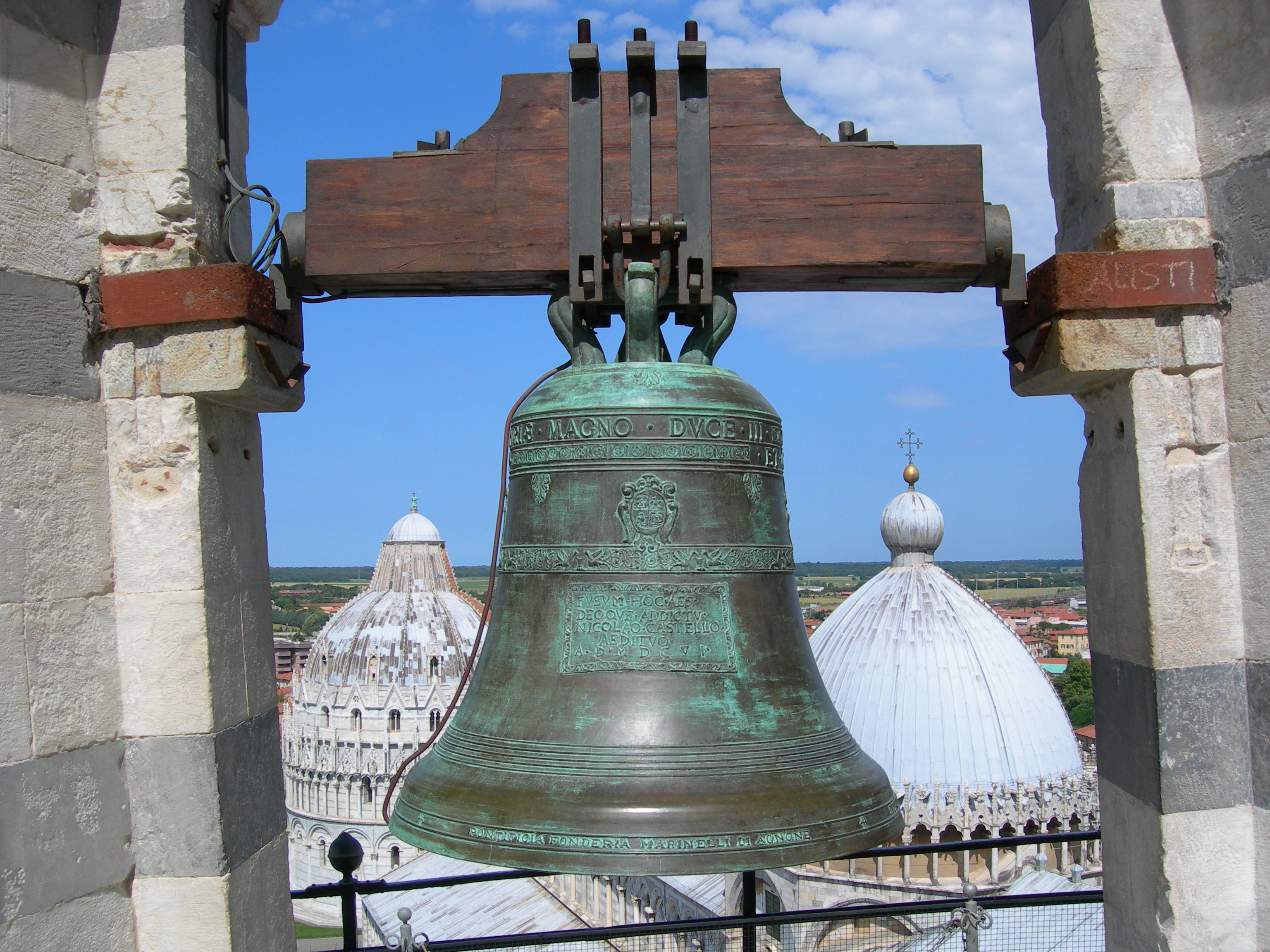
Glocke Del Pozzo (1606, 2004) – Blick nach WNW, links: Leitung zum Schlagwerk
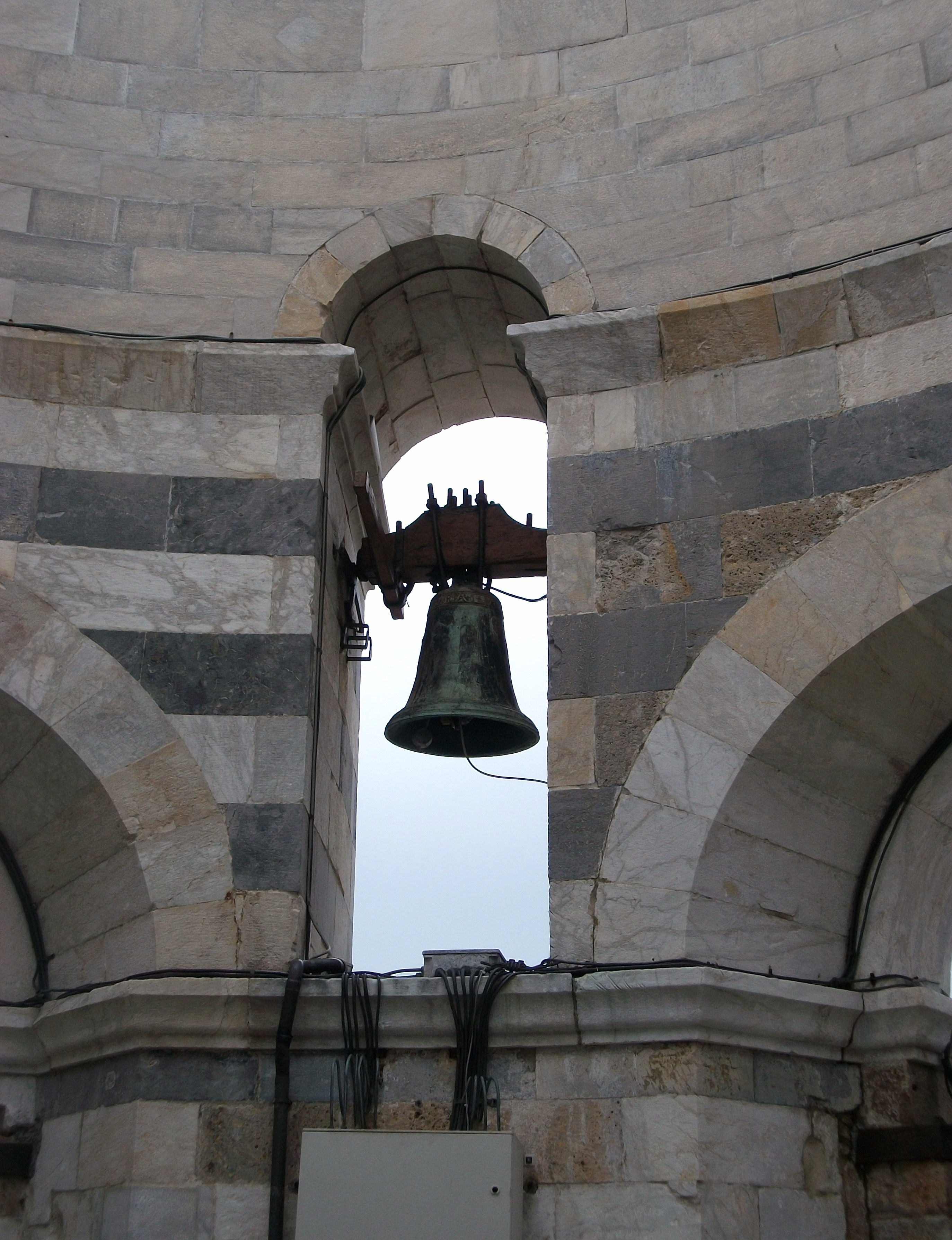
Glocke Vespruccio (1501)

## Sanierungsmaßnahmen
Versuche im Mittelalter, den Bau durch besondere Baumaßnahmen wie geneigte Böden sowie dünnere und leichtere Mauern auf der überhängenden Seite zu retten, zeigten keine ausreichende Wirkung, so dass von den ursprünglich geplanten 100 Metern Höhe nur 54 Meter gebaut wurden.
Seit dem Beginn exakter Messungen 1911 nahm die Neigung stetig zu, und die Rate der Zunahme verdoppelte sich von den 1930er-Jahren bis 1990. In diesem Jahr betrug die jährliche Zunahme der Neigung 6 Bogensekunden. Außerdem zeigte die Vermessung, dass es sich um eine Rotationsbewegung handelte, wobei das Zentrum des Kreises in Höhe des Bodens der ersten Galerie senkrecht über dem Mittelpunkt des Turms auf Bodenebene liegt, der selbst keine vertikale Bewegung ausführte. Bei zwei heftigen Starkregenereignissen konnte 1995 eine Neigungszunahme in der Größenordnung einer Bogensekunde in wenigen Stunden festgestellt werden. Daraus wurde geschlossen, dass die Ursache nicht – wie üblicherweise angenommen – im Kriechen der weichen marinen Tonschicht (Horizont B ab einer Tiefe von etwa 10 m bis zu einer Tiefe von 40 m, wo Horizont C mit dichtem marinen Sand beginnt) lag, sondern an dem darüberliegenden Horizont A (Sand, sandige und tonige Schluffe), in der regelmäßig im September bis Dezember auftretende Unwetter mit heftigen Niederschlägen eine verstärkte Rotationsbewegung auslösten.

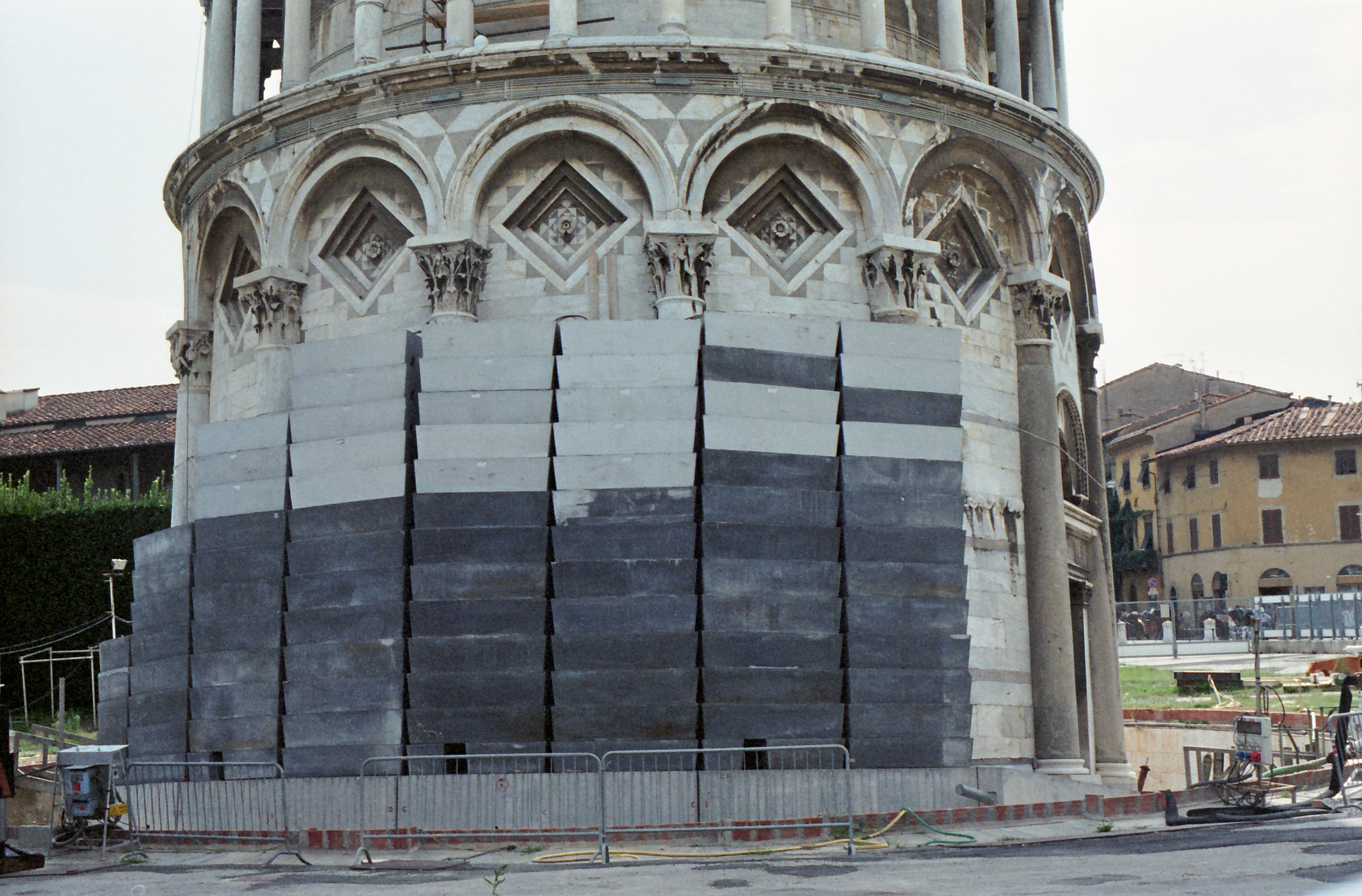
Bleibarren als Gegengewicht (Sommer 1998)

Seit der vorübergehenden Schließung 1990 waren diverse Sanierungsmaßnahmen unternommen worden. Im Mai 1992 wurde der Campanile mit Stahlreifen im zweiten Geschoss gesichert, da sich dort gefährliche Risse im tragenden Marmor gezeigt hatten. Insgesamt wurden 18 dieser Reifen angebracht. Zusätzlich wurden im Juli 1993 im Fundament 600 Tonnen Bleibarren als Gegengewicht auf der Nordseite eingelagert. Dadurch konnte die Schieflage des Turmes 1993 um eine Bogenminute verringert werden. 1995 wurden weitere Sanierungsmaßnahmen (Bodenvereisung und Stahlkabel-Verankerung) durchgeführt, da man die Bleigewichte als störend empfand. In der Folge erhöhte sich dabei allerdings die Neigung. Daraufhin wurde die höhere Seite des Fundaments an seinem Vorsprung außen am Turm im September 1995 erneut, diesmal mit 900 Tonnen Bleibarren, beschwert (siehe Bild), was die Neigung stoppte.
Ein Komitee internationaler Fachleute, das über die Sanierungsmaßnahmen des Turmes befinden sollte (1990 bis 2001 unter Leitung von Michele Jamiolkowski), konnte sich auf keine bestimmten Maßnahmen festlegen und wurde deshalb zum Ende 1996 von der italienischen Regierung aufgelöst. Nach dem großen Erdbeben vom September 1997 wurde das Komitee jedoch wieder eingesetzt. Man einigte sich im Herbst 1998 mehrheitlich auf eine neue Maßnahme zur Sanierung des Campanile, die sogenannte Bodenextraktions-Methode (geplant von John Burland nach einer Idee des Ingenieurs Fernando Terracina aus dem Jahr 1962). Dazu wurden im folgenden Jahr schräge Löcher mit einer Tiefe von vier bis fünf Metern innterhalb von Horizont A in den Boden unter dem nördlichen Teil des Turmes gebohrt, so dass etwa 50 m³ Material entfernt wurde. Das Erdreich sackte langsam nach, schließlich auch der Boden des Turmes, und der ganze Turm richtete sich zunehmend nach Norden auf. Die Gesamtneigung des Turmes wurde von 5,5 Grad vor dem Beginn der Sanierungsarbeiten (um 1990) auf 3,97 Grad verringert. Damit ist der Turm voraussichtlich für die nächsten 300 Jahre gesichert. Nach dem Abschluss der Sanierungsmaßnahmen wurde der Turm am 15. Dezember 2001 wieder zur Besichtigung freigegeben.
Zur Sicherung während dieser Arbeiten wurde der Turm 1998 mit zwei starken Stahlseilen von 103 Metern Länge so befestigt, dass er nicht durch unerwartete Bewegungen einstürzen konnte.
Bei Bauarbeiten zur Sicherung des Gebäudes ist eine alte Römerstraße entdeckt worden, die noch in alten Plänen verzeichnet war, außerdem ein mittelalterliches Grab samt vollständigem Skelett.